# Final do Campeonato Paranaense de Futebol de 2023 - Segunda Divisão
A Final do Campeonato Paranaense de Futebol de 2023 - Segunda Divisão foi a 59.ª final do Campeonato Paranaense - Segunda Divisão, torneio estadual organizado anualmente pela FPF. Foi disputada entre os dias 16 e 23 de julho de 2023, nas cidades de Alvorada do Sul e Curitiba, sendo apitado por Lucas Casagrande, no primeiro jogo, e Robson Babinski, no segundo jogo. As partidas foram disputados pelas equipes do Andraus, que buscava seu primeiro título, e PSTC, que buscava seu terceiro título. O Andraus sagrou-se campeão vencendo o PSTC pelo placar de 2–1 em ambos jogos.
Esse foi o primeiro título da competição do Andraus - e o terceiro título da história do clube - que já havia conquistado dois títulos da terceira divisão estadual em 2014 e 2019. O PSTC, no entanto, já havia conquistado a competição em duas oportunidades, em 2015 e 2019, e buscava o seu terceiro.

## Antecedentes
Antes da final, as equipes já havia se enfrentado em ocasiões anteriores: a primeira foi na segunda divisão de 2015, onde empataram em 1–1. O PSTC, conquistou o título naquela mesma edição, vencendo o Toledo pelo placar de 3–0 no agregado, garantindo o acesso inédito à primeira divisão. Eles também foram campeões em 2019, vencendo o União pelo placar de 5–5 no agregado, ganhando por melhor campanha. O Andraus Brasil nunca havia ganhado um título dessa divisão, tendo vencido o terceira divisão duas vezes, em 2014 e 2019; vencendo no agregado respectivamente: o Pato Branco, pelo placar de 4–2 nos pênaltis, e Arapongas pelo placar de 5–4 no pênaltis. Ambos buscavam seu terceiro título da história.
Do lado dos treinadores, Claudemir Sturion, do Andraus, já havia sido campeão com outras 4 equipes paranaenses: o Roma Apucarana, campeão da copa estadual em 2006; o Maringá, campeão do segunda divisão em 2013, e vice-campeão estadual em 2014; o Galo Maringá (na época Aruko), e Grêmio Maringá campeões do terceira divisão em 2021 e 2022. Reginaldo Vital, do PSTC, já havia sido bicampeão anteriormente pela equipe em 2015 e 2019, além de ter sido campeão pelo Azuriz no segunda divisão de 2020.

## Caminhos até à final

### Andraus Brasil
A campanha do Andraus iniciou na 1.ª rodada da primeira fase contra o Grêmio Maringá em casa; vencendo pelo placar de 2–0, com 2 gols do atleta André Carlos. Nas 2 rodadas seguintes, enfrentou as equipes Paraná e Patriotas, empatando pelos placares 2–2 e 0–0, respectivamente. Na 4.ª rodada, enfrentou o Araucária, em Campo Largo, vencendo pelo placar de 2–0, com gols de Saci e André Carlos. Na 5.ª rodada, enfrentou o Iguaçu, novamente vencendo a partida, dessa vez pelo placar de 2–1, com gols do atleta André Carlos. Na 6.ª rodada, enfrentou o Toledo como visitante, goleou pelo placar de 4–1. Na 7.ª rodada, enfrentou o Laranja Mecânica em casa, empatando pelo placar de 1–1. Na 8.ª rodada, goleou o Apucarana Sports em casa pelo placar de 4–0. Na 9.ª rodada, última da fase, enfrentou pela primeira vez na competição o PSTC, perdendo pelo placar de 3–1.
O clube terminou na 2.ª colocação, com 18 pontos, 5 vitórias, 3 empates e 1 derrota. Nas semifinais, enfrentou novamente o Iguaçu, fora de casa; perdendo dessa vez pelo placar mínimo (1–0). O gol da partida foi marcado pelo atleta Vandinho aos 28 minutos do segundo tempo, que alguns minutos antes havia desperdiçado um pênalti. No segundo jogo, em Curitiba, venceu pelo placar de 3–1. O primeiro gol foi feito pelo atleta Ardley, do Iguaçu, aos 8 minutos do primeiro tempo. Aos 22 minutos, o Andraus empatou o placar. No segundo tempo, o Andraus virou aos 11 minutos, e aos 46 minutos marcou o terceiro. Esse foi o primeiro acesso do Andraus à primeira divisão estadual na história, que viria a ser o único estreante do Campeonato Paranaense de 2024.

### PSTC
A campanha do PSTC iniciou na 1.ª rodada da primeira fase contra o Apucarana Sports em casa; vencendo pelo placar de 2–0, com gols dos atletas Vanderlei e Gabriel. Na 2.ª rodada, enfrentou o Araucária fora de casa; mesmo assim, goleando pelo placar de 5–1. Na 3.ª e 4.ª rodada, empatou em casa com o Paraná pelo placar de 2–2, e fora de casa com o Laranja Mecânica pelo placar de 1–1. Na 5.ª rodada, enfrentou fora de casa o Grêmio Maringá, ganhando pelo placar de 3–1, com gols dos atletas Welbber, Leo Assunpção e Justino. Na 6.ª e 7.ª rodada, enfrentou o Iguaçu e Patriotas, perdendo pelo placar de 1–0 em ambas partidas. Na 8.ª rodada, empatou com o Toledo fora de casa pelo placar de 1–1. Como mencionado anteriormente, na 9.ª rodada, venceu o Andraus pelo placar de 3–1, com gols dos atletas Gabriel, Leonardo e Welbber.
O clube terminou na 4.ª colocação, com 15 pontos, 4 vitórias, 3 empates e 2 derrotas. Nas semifinais, enfrentou o Patriotas em casa, perdendo pelo placar de 3–2. Aos 5 minutos do primeiro tempo, Nathan, do PSTC, abriu o placar com gol de escanteio. Aos 12 minutos, Lucas Brasil, do Patriotas, empatou o placar. Aos 38 minutos, Paulo Careca, virou o placar para o Patriotas. No segundo tempo, aos 40 minutos, Adrian empatou o placar, porém, no último lance, aos 50 minutos, Lucas Sena marcou um gol de cabeça, terminando com a vitória dos curitibanos. No segundo jogo, o PSTC venceu pelo placar de 2–1, com gols de Nathan e Léo Cruz, levando a partida à disputa por pênaltis, onde o PSTC venceu pelo placar de 4–3.
Esse foi o terceiro acesso do clube à primeira divisão estadual na história, sendo a última participação na elite em 2020, quando foi rebaixado.

## Primeira partida

### Resumo

#### Primeiro tempo
Após o início do jogo, os atletas de ambas equipes buscavam uma brecha na defesa adversárias para abrir o placar. Somente aos 13 minutos, após uma cobrança de escanteio, a bola sobrou para William Carvalho, que passou para Jair abrir o placar para o visitante, porém, o gol foi anulado devido à posição irregular do atleta. Três minutos depois, Israel, do Andraus, chutou e finalizou na trave. Com a sobra, Jair empurrou no fundo das redes abrindo o placar.
A equipe do Andraus, mesmo fora de casa, dominou os adversários. Aos 24 minutos, os atletas do PSTC reclamaram de um toque de mão, no entanto, a arbitragem mandou o jogo seguir, e logo depois, o atleta Rubens aproveitou uma sobra de bola para marcar o segundo gol do Andraus. No objetivo de obter uma nova postura, o atleta Ruan, do PSTC, finalizou de longe, mas o goleiro Carlos Henrique, do Andraus, defendeu com tranquilidade. O primeiro tempo terminou com o placar em 2–0.

#### Segundo tempo
Durante o intervalo, nenhuma equipe fez alterações. Atrás do placar, o PSTC buscava alternativas para "injetar um combustível a mais". Aos 18 minutos, a partida teve que ser paralisada para atendimento médico para um atleta do Andraus. Depois do reinicio, o PSTC tentou contra-atacar com o atleta Ruan, mas a finalização não teve sucesso. Com o passar do tempo, o técnico Claudemir Sturion, do Andraus, fazia alterações com o objetivo de melhor o desempenho da equipe. Enquanto do lado do PSTC, o técnico Vinicius Feijão precisava pensar estrategicamente pois havia apenas 3 atletas de linha e 1 goleiro no banco de reservas.
Aos 39 minutos, o PSTC teve uma de suas melhores chances no jogo: no lance, a equipe chegou ao ataque depois de um de seus atletas chutarem de longe, obrigando o goleiro do Andraus à defender em dois tempos. Um minuto depois, Gabriel, do PSTC, aproveitou um cruzamento para cabecear e encobrir o goleiro diminuindo o placar. Poucos minutos antes do fim da partida, o PSTC lançou-se de vez ao ataque em busca do empate.
Na reta final, o goleiro do Andraus efetuou uma defesa evitando a finalização de Jair, evitando o 3° gol do Andraus. Como forma de resposta, Ruan aproveitou uma falha na marcação de Jorge Alemão, arrematando frente à trave. A primeira partida terminou com a vitória do visitante pelo placar de 2–1, garantindo vantagem para a segunda partida.

### Detalhes
| 16 de julho   | PSTC        | 1 – 2  | Andraus               | Estádio Álvaro Alves, Alvorada do Sul  |
| 11:00 (UTC−3) | Gabriel 85' | Súmula | Jair 17' · Rubens 25' | Público: 945 Árbitro: Lucas Casagrande |

| PSTC | Andraus |

| G               | 1  | Pedro Henrique      |     |
| ?               | 2  | Murilo              | 44' |
| ?               | 3  | Léo Cruz            |     |
| ?               | 4  | Léo                 |     |
| ?               | 5  | Mateus              | 59' |
| ?               | 6  | Márcio              |     |
| ?               | 7  | Fellipe             |     |
| ?               | 8  | Vanderlei           |     |
| ?               | 9  | Nathan              |     |
| ?               | 10 | Ruan                |     |
| ?               | 11 | Kevin               | 77' |
| Substitutos:    |    |                     |     |
| ?               | 13 | Mateus Diogo        |     |
| ?               | 14 | Pezão               |     |
| ?               | 15 | Gabriel Patrick 77' |     |
| ?               | 16 | Pedro Felipe        |     |
| Treinador:      |    |                     |     |
| Vinicius Feijão |    |                     |     |

| G                 | 1  | Carlos Henrique     |     |
| ?                 | 2  | Bruno               |     |
| ?                 | 3  | Willian             |     |
| ?                 | 4  | Jorge Alemão        |     |
| ?                 | 5  | Sorbara             | 57' |
| ?                 | 6  | Rubens              | 67' |
| ?                 | 7  | Hiago               |     |
| ?                 | 8  | Paulista            | 71' |
| ?                 | 9  | Jair                |     |
| ?                 | 10 | Gabriel Henrique    |     |
| ?                 | 11 | Israel Jr.          |     |
| Substitutos:      |    |                     |     |
| ?                 | 12 | Valsir              |     |
| ?                 | 13 | Geovane             |     |
| ?                 | 14 | Lucas               |     |
| ?                 | 15 | Andrey 71'          |     |
| ?                 | 16 | Gabriel de Lima 67' |     |
| ?                 | 17 | Roni 57'            |     |
| ?                 | 18 | Gusttavo            |     |
| ?                 | 20 | Saci                |     |
| ?                 | 30 | Humberto            |     |
| Treinador:        |    |                     |     |
| Claudemir Sturion |    |                     |     |